# Ruth Glass
Ruth Glass, geborene Lazarus, (* 30. Juni 1912 in Berlin, Deutsches Reich; † 7. März 1990 in Sutton) war eine britische Soziologin deutscher Herkunft. Sie forschte und publizierte insbesondere zu Fragen der Stadtsoziologie und zu Problemen ethnischer Minderheiten in großen englischen Städten.
Ruth Lazarus studierte an der Universität Berlin, setzte ihre Studien aber ab 1932 beim Erstarken des Nationalsozialismus in Genua und Prag fort. Danach emigrierte die vom Nationalsozialismus bedrohte Jüdin nach London, wo sie ihr sozialwissenschaftliches Studium an der London School of Economics and Political Science weiter führte. Von 1935 bis 1941 war sie mit dem Wirtschaftswissenschaftler Henry William Durant verheiratet, 1942 wurde sie Ehefrau des Soziologen David Glass. Nach zwei Forschungsjahren an der Columbia University in New York und Tätigkeiten in der britischen Regionalplanung wurde Ruth Glass 1951 erst Mitarbeiterin und ab 1958 Forschungsdirektorin am Centre for Urban Studies der Universität London, an der sie auch als Professorin lehrte. Besonders bekannt wurde Glass durch ihre Arbeit über soziale Veränderungen im Londoner Stadtteil Islington, die sie mit dem danach Karriere machenden Begriff gentrification benannte.

## Veröffentlichungen (Auswahl)
- (Hrsg.): The social background of a plan. A study in Middlesbrough. Routledge & Kegan Paul, London 1948.
- Urban sociology in great Britain. A trend report. In: Current sociology, Bd. 4 (1955), S. 5–76.
- The evolution of planning. Some sociological considerations. In: International social science journal, Bd. 11 (1959), H. 1, S. 393–409.
- Newcomers. The West Indians in London. Centre for Urban Studies, London 1960.
- London. Aspects of change. Macgibbon & Kee, London 1964.
- London's housing needs. Statement of evidence to the Committee on Housing in Greater London. University College, London 1965.
- Conflict in cities. In: Anthony de Reuck and Julie Knight (Hrsg.): Conflict in society. Little, Brown, Boston 1966, S. 141–164 (deutsche Übersetzung u.d.T.: Der Konflikt in Grosstädten. In: dies. (Hrsg.): Weil wir überleben wollen. Desch, München 1970, S. 141–162, ISBN 3-420-02612-9).
- Urban sociology in Great Britain. In: Raymond Edward Pahl (Hrsg.): Readings in urban society. Pergamon Press, Oxford 1968, S. 47–73.
- Bengal notes. In: Monthly review, Bd. 23 (1971), S. 17–42.
- Exit Mrs. Gandhi. In: Monthly review, Bd. 29 (1977), S. 61–81.
- Clichés of urban doom and other essays. Blackwell, Oxford 1989, ISBN 0-631-12806-9.